# جایزه جمینی
جایزه جمینای (انگلیسی: Gemini Awards) نام جایزه‌ای بود که «آکادمی سینما و تلویزیون کانادا» به بهترین دستاوردهای صنعت تلویزیون کانادا اهدا می‌کرد. این جایزه، مشابه جایزه امی در صنعت تلویزیون ایالات متحده آمریکا است.
جایزه جمینای در سال ۱۹۸۶ میلادی جایگزینِ «جایزهٔ اَکترا» شده و در ۸۷ شاخهٔ مختلف به تولیدات تلویزیونی اهدا می‌شد. در سال ۲۰۱۲ میلادی «آکادمی سینما و تلویزیون کانادا» اعلام کرد که دیگر این جوایز اهدا نخواهد شد و «جایزه هنرهای تصویری کانادا» از سال ۲۰۱۳ میلادی جایگزین آن شد.